# Battaglia di Dormans
La battaglia di Dormans fu combattuta il 10 ottobre 1575, durante la quinta guerra di religione in Francia, tra l'esercito cattolico di Enrico I, duca di Guisa e l'esercito protestante tedesco reclutato dagli ugonotti di Giovanni Casimiro del Palatinato-Simmern.
A Dormans, il duca di Guisa fu ferito al volto, cosa che gli diede il soprannome di Le Balafré. Secondo Penny Richards: "Questa cicatrice e questo nome, con cui in seguito fu spesso raffigurato, contribuirono alla sua leggendaria reputazione".
Anche se il duca di Guisa ottenne la vittoria a Dormans, non fu in grado di sfondare le difese di François de Montmorency. La V guerra si concluse con l'Editto di Beaulieu nel maggio 1576.